# Biblioteca municipal de Algeciras
La biblioteca municipal de Algeciras es una red de bibliotecas propiedad de Ayuntamiento de Algeciras cuya sede principal, la biblioteca Cristóbal Delgado, se encuentra situada en el Centro Documental en la calle Capitán Ontañón y que cuenta además con otras dos localizaciones, una en la barriada de El Saladillo, la biblioteca Esteban Valdivia y Cabrera, y otra en la barriada de La Granja, la biblioteca Pérez-Petinto.
La institución además de poner a disposición de la ciudadanía una amplia colección de libros para su consulta realiza diversas actividades de difusión de la cultura como un club de lectura, circuito literario andaluz y circuito infantil y juvenil.
La primera iniciativa municipal para la creación de una biblioteca popular en la ciudad se presentó en 1897 bajo el mandato del alcalde Rafael del Muro y Joaristi a propuesta del concejal Antonio Bonany. Aunque finalmente no llegó a realizarse el proyecto contemplaba la habilitación de la planta baja de la recién inaugurada Casa Consistorial y la designación como encargado de ésta al concejal Utor.
A pesar de esto la primera biblioteca municipal de la ciudad de Algeciras fue creada en la planta baja del Ayuntamiento por iniciativa del cronista de la ciudad, Manuel Pérez-Petinto y Costa, siendo inaugurada con el nombre de Biblioteca Pública Municipal el 30 de agosto de 1925. Durante la década de 1940 unas obras en el edificio de Correos provocaron que el servicio postal tuviera que trasladarse al ayuntamiento. Debido a esto la colección de libros tuvo que ser trasladada al Pabellón municipal de la Feria. Este traslado, en principio provisional se mantuvo aun después de que la sala de la Casa Consistorial donde había estado la biblioteca quedara libre.
En 1959 las obras de remodelación del paseo de la feria y la urbanización de la avenida Francisco Franco (hoy Fuerzas Armadas) hicieron desaparecer las instalaciones feriales y la biblioteca hubo de trasladarse a la sede de la Sociedad algecireña de Fomento en esta misma avenida.
En 1963 llega a la dirección de la institución el cronista de la ciudad Cristóbal Delgado Gómez tras el fallecimiento de Juan Pérez Arriete también cronista local desde 1961. Responsabilidad suya fue que en 1964 se trasladara la biblioteca a un nuevo edificio en la calle Salvador Allende. Este edificio fue profundamente remodelado y ampliado a mediados de la década de 1990 duplicándose el número de puestos de lectura, ampliándose su capacidad en casi 10 000 volúmenes y construyéndose un nuevo salón de actos. A esta reforma, iniciativa del por entonces alcalde de la ciudad Patricio González Gómez, se añadió el cambio de nombre del edificio por el de Biblioteca Cristóbal Delgado, denominación que mantiene en la actualidad desde su reinauguración el 25 de abril de 1995.
En 2010 el ayuntamiento de la ciudad adjudicó la redacción de un proyecto para la construcción de una nueva biblioteca en la Avenida Capitán Ontañón, en terrenos de los antiguos cuarteles y junto a la escuela de Artes y Oficios, al arquitecto municipal Pedro Pérez-Blanco Martínez. El coste de las obras ascendieron a 267 834,36 euros, con cargo al Plan E, siendo la empresa constructora Vías y Construcciones S.A. El 12 de junio de 2013 se conoció la decisión del Ayuntamiento de la ciudad de denominar el nuevo edificio como Centro documental José Luis Cano albergando en su interior el Archivo Municipal Emilio Santacana y el Archivo de Protocolos Notariales José María Lucena Conde mientras que el edificio de la Biblioteca Central Cristóbal Delgado pasaría a denominarse Centro Permanente Municipal de Arte y Literatura Cristóbal Delgado. El nuevo edificio se encuentra en funcionamiento desde principios de 2015.